# Ditte Marie Bræin
Ditte Marie Bræin (1985) is een Noors sopraan.

## Achtergrond
Ditte Marie Bræin is afkomstig uit een muzikale familie uit Kristiansund en omgeving. Ze is dochter van klarinettist Hans Christian Bræin, kleindochter van componist Edvard Fliflet Bræin, achterkleindochter van componist/organist/dirigent Edvard Bræin en achterachterkleindochter van componist/organist Christian Bræin.

## Muziek
Ze kreeg haar opleiding aan het Norges Musikkhøgskole van Svein Bjørkøy en Randi Stene en rondde die in 2015 af. Daarna kon ze na auditie te hebben gedaan zingen in het Det Norske Solistkor. In 2013 was ze al een van de solisten in de Messiah van Georg Friedrich Händel bij een uitvoering in Moss. Haar roem strekt zich inmiddels uit tot Vietnam, alwaar ze ook Händels oratorium zong. Ze gaf op 17 mei 2015 (17 mei is de nationale feestdag in Noorwegen) een concert in Ålesund, waarbij werken van Rikard Nordraak, Ludvig Irgens-Jensen, Edvard Grieg en Edvard Fliflet Bræin werden uitgevoerd. Van de laatste beleefde de Kantate til Ålesunds 100-års jubileum haar première. Haar stem is inmiddels vastgelegd via een opname verschenen op Bis Records, waarop zij te horen is in een werk van Per Nørgård (Julens Glæde, Himmelfalden).